# Tina Thunander

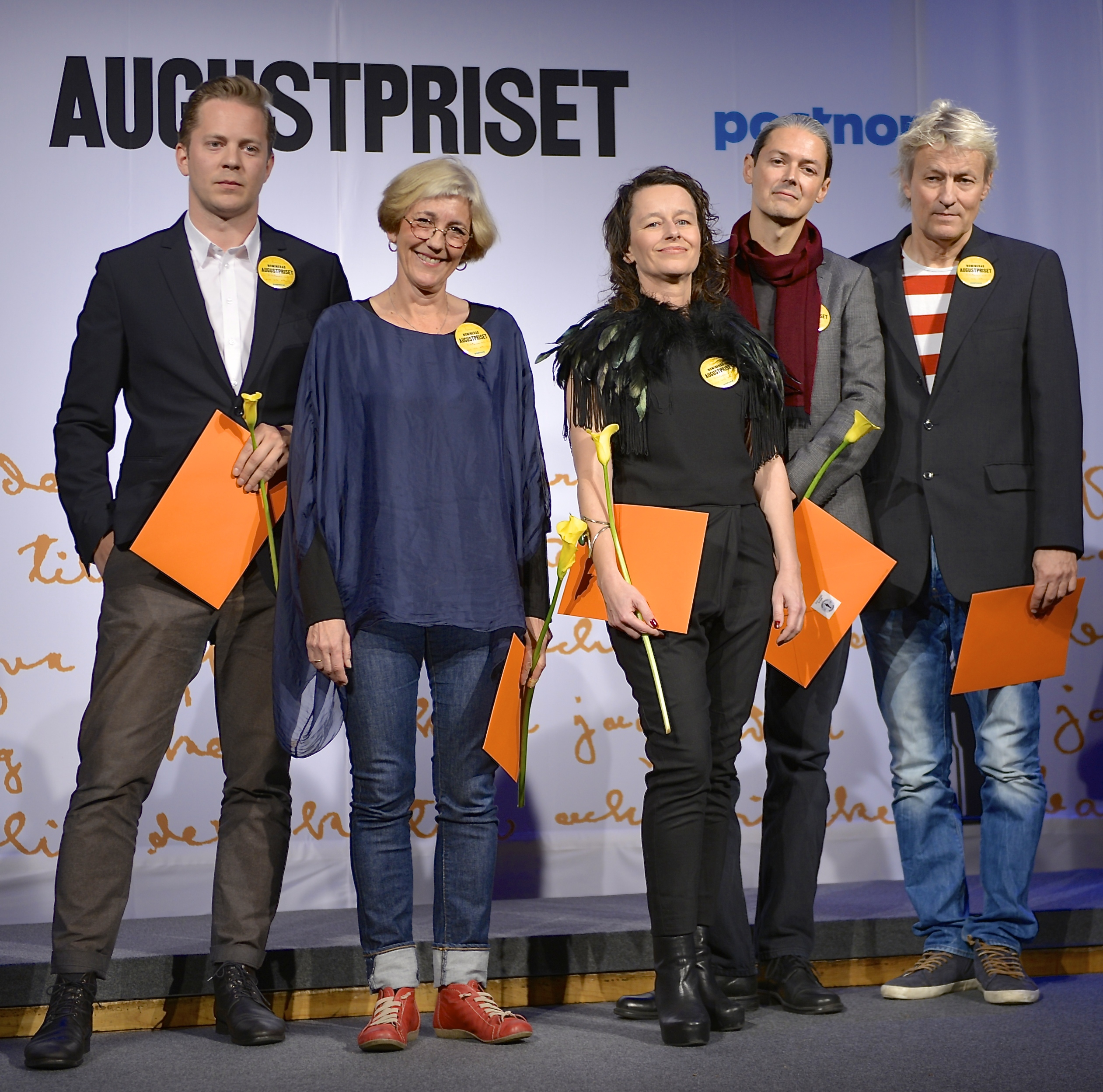
Nominerade till Augustpriset i kategorin fackböcker 2014. Från vänster: Anders Rydell, Tina Thunander, Anna Charlotta Gunnarsson, Håkan Håkansson och Lars Lerin.

Anna Christina Thunander, känd som Tina Thunander, född 18 mars 1955 i Lund, är en svensk journalist och författare.
Hon har arbetat som journalist sedan 1979 på tidningar, Sveriges Radio och Sveriges Television. Hon var ledamot i Pressens opinionsnämnd 2001–2007.

## Biografi
Efter fil kand vid Lunds universitet (litteraturvetenskap, filosofi, dramatik, pressvetenskap) började Thunander på tidningen Arbetet, och först efter ett år i tidningsvärlden sökte hon till journalistlinjen vid Skurups folkhögskola. Efter studierna arbetade hon under sex år på flera olika lokalradiostationer. 
Hon började 1987 arbeta på Sveriges Television, där hon varit nyhetsjournalist (Sydnytt, Rapport och Aktuellt), gjort valprogram, lett tv-debatter och arbetat som utrikesreporter. Hon har gjort samhällsprogram (Glashuset, Reportrarna och Uppdrag granskning) och kulturprogram (Bästa formen och Sverige!), samt dokumentärer som Dominos resa, Fördärvet och För vi har tagit studenten.
Sedan millennieskiftet har hon skrivit flera böcker och var länge en av få svenska reportrar som erhöll visum till Saudiarabien, dit hon återvänt sex gånger. Tre av böckerna rör sig i muslimska miljöer. Parallellt med skrivandet har hon studerat islamologi vid Lunds universitet.
Tina Thunander är dotter till lektor Mats Thunander och läroverksläraren Margaretha Viktoria Thunander, samt sondotter till Gunnar Thunander. Familjen tillhör släkten Thunander från Västergötland.

## Priser och stipendier
- Guldspaden 1997 (Föreningen grävande journalister)
- PK och Sida-stipendium till Ryssland 1998
- Murvelpriset 1998 (Nätverket för god journalistik)
- Hiertastipendiat 2007 (utdelas av Publicistklubben)
- Nominering Prix Europa 2011 för dokumentären Dominos resa.

Thunander var nominerad för Augustpriset 2010 för Resa i Sharialand. Ett reportage om kvinnors liv i Saudiarabien, och 2014 för Doktor Nasser har ingen bil. Kairo i omvälvningens tid.